# Heinrich Kiefer (Architekt)
Heinrich Kiefer, auch Heinz Kiefer, (* 31. März 1877 in Gummersbach; † 1946 ebenda) war ein deutscher Architekt, der in Gummersbach lebte und arbeitete. Nach einem Studium an der Baugewerkschule Köln schuf er Villen und bürgerliche Wohnhäuser, Geschäfts- und Industriebauten. Seine Bauten entwarf er vorwiegend im modernisierten Empire- und Barockstil.

## Bauten und Entwürfe
- 1899–1900: Renovierung und teilweise Neugestaltung und Ergänzungen des Oberbergischen Doms in Gummersbach
- 1905–1908: evangelisches Gemeindehaus in Gummersbach (1985 abgebrochen)[2]
- 1908: Verwaltungsgebäude der Röhrendampfkessel- und Maschinenfabrik L. & C. Steinmüller in Gummersbach, Fabrikstraße[3]
- 1910: Rathaus in Ründeroth, Rathausplatz 6[4] (umgenutzt, unter Denkmalschutz)[5]
- 1911–1912: (Altes) Rathaus in Hennef
- 1912: Wohnhaus für Carl Hugo Steinmüller, genannt Haus Waldfried, in Gummersbach
- 1912–1913: Hohenzollernbad in Gummersbach[6]
- 1913: Postgebäude neben dem Alten Rathaus in Hennef[7]
- 1913: Bürogebäude am Steinbruch der Basalt-Actien-Gesellschaft in Lindlar[8]
- 1913: Villa für die Fabrikantenfamilie Wollenweber in Dieringhausen, Dieringhauser Straße 66[9]
- um 1920: Wohnhaus mit Nebengebäude für den Industriellen Otto Gehres in Bochum, Gudrunstraße 9[10]
- 1920–1922: Genossenschaftliche Siedlung Körnerstraße in Gummersbach[11]